# Heliophila namaquana
Heliophila namaquana là một loài thực vật có hoa trong họ Cải. Loài này được Bolus mô tả khoa học đầu tiên.